# رود ديفيس
رود ديفيس (بالإنجليزية: Rod Davis)‏ هو لاعب كرة القدم الكندية أمريكي، ولد في 2 أبريل 1981.

## وصلات خارجية
- رود ديفيس على موقع مرجع كرة القدم المحترفة.كوم (الإنجليزية)